# Картофельный салат
Картофельный салат — популярное блюдо европейской кухни, преимущественно чешской, немецкой и австрийской. Позже получил распространение по всему миру, в него стали включаться самые разнообразные ингредиенты. Картофельный салат подают как холодную закуску или гарнир, он также используется в вегетарианском, постном и диетическом питании.

## Описание
Представляет собой салат из отварного картофеля с добавлением других ингредиентов (репчатого лука, жареного шпика, маринованного огурца). В качестве заправки используется майонез или винегретная заправка, иногда йогурт и горячий мясной бульон.
Уже в самом раннем полном описании картофеля, которое было сделано в 1597 году английским ботаником Джоном Джерардом, упоминается об использовании картофеля как компонента для приготовления салата. Это свидетельство расценивается как одно из первых письменных упоминаний об использовании картофеля в салатах. В научном описании картофеля, приведённом в книге «История редких растений» ботаника Карла Клузиуса, среди прочего указывается, что его едят приготовленным также «с маслом, уксусом и солью». В елизаветинской Англии картофель запекали в золе и употребляли в пищу с маслом, уксусом и перцем или «приправляли любым другим способом, придуманным кем-то искусным в готовке». Во времена Джерарда и Клузиуса картофель ещё не получил распространения в качестве важной сельскохозяйственной культуры и использовался сравнительно редко. С увеличением роли картофеля как важного пищевого продукта, картофельный салат распространился в Европе (особенно в немецкоязычных странах и регионах влияния немецкой культуры), а позже и по всему миру, где часто называется «немецким салатом».
Популярный американский картофельный салат, скорее всего, имеет происхождение из рецептов, завезённых в США немецкими и европейскими переселенцами в XIX веке, а рецепты салата включались в американские кулинарные книги XIX века. Горячий картофельный салат с беконом прочно ассоциируется в США с немецкими иммигрантами и именуется «немецкий картофельный салат». Свидетельством того, что салат получил признание и распространение, может являться тот факт, что Александр Дюма (отец) приводит его рецепт в своём «Большом кулинарном словаре» (фр. Grand Dictionnaire de cuisine, опубликован посмертно в 1873 году): «Отварите и охладите картофель, нарежьте ломтиками и приправьте как салат, добавив пряных трав».
Существует огромное количество рецептов картофельного салата, причём во многих немецких землях они могут заметно отличаться. Так, известны баварский, швабский, баденский, франконский и гессенский варианты. Салат получил названия также по городам Германии, среди которых выделяют берлинский, дрезденский, дюссельдорфский, франкфуртский и наиболее известный из них — мюнхенский. Для картофельных салатов обычно используются неразваривающиеся сорта картофеля с низким уровнем содержания крахмала (например, Кипфлер, или молодой картофель), чтобы при смешивании кусочки картофеля не теряли форму. Иногда картофель для картофельного салата отваривают заранее, за сутки, чтобы он приобрёл дополнительную твёрдость. В некоторых рецептах картофель режут непосредственно после варки горячим, так как так он лучше впитывает маринад. Для приготовления картофельного салата подходят как чищеный картофель, так и почищенный после варки картофель в мундире.
Картофельный салат — популярный гарнир для многих блюд. Часто подаётся к сосискам или отбивным, а также жареной рыбе. Картофельный салат является классическим гарниром к венскому шницелю. Традиционно является блюдом, которое подаётся на Рождество и Новый год, в частности в протестантских семьях в сочельник, как постное блюдо. Также салат является одним из кулинарных атрибутов фестиваля Октоберфест.

## В культуре

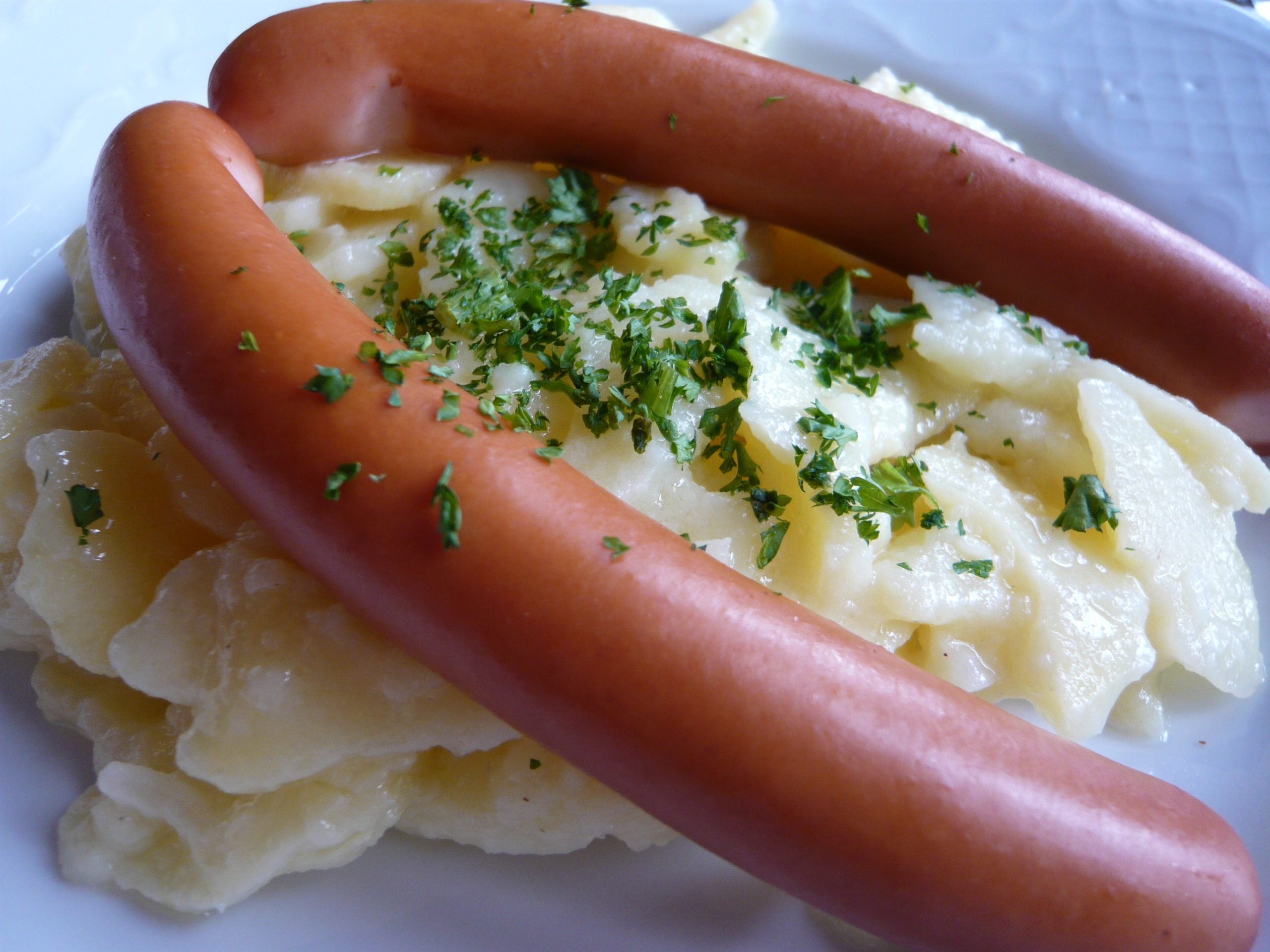
Картофельный салат в качестве традиционного гарнира к франкфуртским сосискам

Картофельный салат неоднократно упоминается в произведениях литературы и кино. По свидетельству писателя В. А. Гиляровского, в первые годы после переезда в Москву семья А. П. Чехова жила довольно скромно, но они у себя дома организовывали вечера, на которых часто бывала творческая интеллигенция: «Весёлые это были вечера! Всё, начиная с ужина, на который подавался почти всегда знаменитый таганрогский картофельный салат с зелёным луком и маслинами, выглядело очень скромно», но эти ужины были проникнуты «какой-то особой теплотой, сердечностью и радушием». Позже, когда Чехова признали как писателя и драматурга, материальное положение семьи улучшилось, и эти вечера приобрели более богатый характер: «кончились наши ужины с „чеховским салатом“ — картошка, лук и маслины — и чаем с горячими баранками…» В Таганроге, на малой родине писателя, «чеховский салат» не забыт до настоящего времени и вспоминается в связи с писателем.
Эрнест Хемингуэй неоднократно упоминал картофельный салат в письмах как любимое дешёвое блюдо времён своей парижской жизни, приводил его описание и вкусовые ощущения в своих литературных произведениях. Рекомендуя сестре Марселине парижские достопримечательности и заведения, в июне 1928 года он писал: «Зайди в Brasserie Lipp на бульваре Сен-Жермен (она напротив Cafe des Deux Magots), выпей пива, закажи картофельный салат и шукрут. Лучшее пиво в Париже». В автобиографической книге «Праздник, который всегда с тобой» Хемингуэй, вспоминая о посещениях им брассери «Липп», где подавались блюда эльзасской кухни, писал следующее: «Картофельный салат был хорошо приготовлен и приправлен уксусом и красным перцем, а оливковое масло было превосходным. Я посыпал салат чёрным перцем и обмакнул хлеб в оливковое масло. После первого жадного глотка пива я стал есть и пить не торопясь». Также картофельный салат неоднократно упоминается в считающемся полуавтобиографическом романе Хемингуэя «Острова в океане».
Картофельный салат фигурирует в 18-й серии 25 сезона «Симпсонов», где Гомер Симпсон умирает от переедания, но его клонируют. Гомер, невзирая на просьбы Мардж о диете, приходит домой, съедает приготовленный женой картофельный салат и «опять» умирает. На его похоронах Барт произносит, что его отец «несомненно любил картофельный салат».